# 富山県道340号二松上大久保線
富山県道340号二松上大久保線（とやまけんどう340ごう ふたまつかみおおくぼせん）は富山県富山市内を通る一般県道である。

## 概要

### 路線データ
- 起点：富山県富山市二松中島割（富山県道65号富山大沢野線交点）
- 終点：富山県富山市上大久保高安割（国道41号・富山県道183号大沢野大山線交点）
- 実延長：1,821m

## 沿革
- 1973年（昭和48年）3月31日 - 認定[1]

## 地理

### 通過する自治体
- 富山県富山市

### 接続する道路
- 富山県道65号富山大沢野線（起点：富山市二松中島割）
- 富山県道318号笹津安養寺線（北新町交差点 - 上大久保4区交差点で重複）
- 国道41号（越中東街道）・富山県道183号大沢野大山線（終点：上二杉交差点）

### 周辺
- 富山県警察 富山南警察署
- 富山市消防局 大沢野消防署
- 富山県立富山高等支援学校
- 富山市立大沢野中学校
- 富山市立船峅小学校
- 富山銀行 大沢野支店
- JAあおば 大沢野支店
- 大沢野郵便局
- クスリのアオキ 大沢野店
- グリーンバレー大沢野
- 神通川
- 富山市大沢野総合運動公園